# 구성로 (광주)
구성로(Guseong-ro)는 광주광역시 서구 양동 에서 동구 계림동 광주고교차로를 잇는 광주광역시의 도로이다.

## 주요 경유지
광주광역시
- 서구 (양동) - 동구 (계림동)

## 노선
| 이름              | 접속 노선                     | 소재지     | 소재지 | 비고 |
| ----------------- | ----------------------------- | ---------- | ------ | ---- |
| (이름없음)        | 광주광역시도 제8호선 (경열로) | 광주광역시 | 서구   |      |
| 월산사거리        | 광주광역시도 제7호선 (독립로) | 광주광역시 | 서구   |      |
| 광주대교          |                               | 광주광역시 | 동구   |      |
| 금남로5가 교차로  | 광주광역시도 제2호선 (금남로) | 광주광역시 | 동구   |      |
| 동부소방서 교차로 | 광주광역시도 제3호선 (제봉로) | 광주광역시 | 동구   |      |
| 광주고 교차로     | 광주광역시도 제6호선 (중앙로) | 광주광역시 | 동구   |      |

## 주요 건물 및 시설
- CU 월산덕림점 (구성로 72/월산동 23-21)
- 농협 대인동지점 (구성로 217/대인동 323-9)
- 새마을금고 동광새마을금고 본점 (구성로 219/대인동 323-11)
- CU 광주마사회2층 2호점 (구성로 257/계림동 485-45)
- GS25 R광주4호점 (구성로 257/계림동 485-45)
- 새마을금고 계림새마을금고 본점 (구성로 260/계림동 293-12)
- 새마을금고 광주경마장점 (구성로 261/계림동 293-7)